# Margaret Reed Lewis
Pour les articles homonymes, voir Reed et Lewis.
Margaret Adaline Reed Lewis (1881-1970) est une biologiste cellulaire et embryologiste américaine qui a contribué à la recherche sur le cancer et aux techniques de culture cellulaire. Elle fut probablement la première à cultiver des cellules animales in vitro. Elle a publié environ 150 articles, dont plusieurs co-écrits avec son mari Warren Harmon Lewis. Les Lewis ont développé un milieu de culture appelé solution Locke-Lewis, et ont conjointement reçu la médaille d’or Gerhard de la Société de pathologie de Philadelphie,.

## Enfance et éducation
Margaret Adaline Reed est née à Kittanning (Pennsylvanie) le 9 novembre 1881. Ses parents sont Joseph C. et Martha A. (Walker) Reed. Entre 1897 et 1901, elle étudia au Goucher College (alors appelé université pour femmes de Baltimore), où elle obtient une licence. Elle étudia ensuite au collège Bryn Mawr, à l'université Columbia, et aux universités de Zurich, Paris et Berlin. Néanmoins, elle n’obtint pas de diplôme d’études supérieures. Au Bryn Mawr College et à l’université Columbia, elle travailla sur la régénération chez les amphibiens et les écrevisses, et assista l’embryologiste Thomas Hunt Morgan,,.

## Carrière

### Culture de cellules animalesin vitro
En 1908, Margaret Reed travaillait à Berlin dans le laboratoire de Max Hartmann. C’est alors qu’elle réussit, probablement pour la première fois, à cultiver des cellules animales in vitro, en utilisant de la moelle osseuse de cochon d’Inde qu’elle plaça dans un milieu de culture produit par sa collègue Rhoda Erdmann. Quelques jours plus tard, elle remarqua que certains noyaux de ces cellules montraient des signes de mitose. Elle retravailla sur cette découverte après avoir épousé Warren Lewis en 1910. Ensemble ils découvrirent que la prolifération des cellules dans leur milieu et avec leurs méthodes ne fonctionnait que pour les tissus communs à tous les organes, comme les tissus conjonctifs et l’endothélium vasculaire. Leur principal intérêt étant les structures cellulaires microscopiques, ils voulurent créer un milieu transparent pour faciliter leurs observations. C’est ainsi qu’ils mirent au point la solution Locke-Lewis. Ce milieu est composé de solution saline, de bouillon et de dextrose. Les tissus cultivés dans ce milieu étaient préparés suivant une technique désormais appelée « culture Lewis ». Grâce à cette technique et à leur milieu de culture, certaines cellules comme les fibroblastes et les macrophages étaient facilement observables à fort grossissement.

### Biologie cellulaire
Lewis fut parmi les premières scientifiques à observer la dynamique des mitochondries dans des cellules vivantes. En 1915, Margaret et Warren Lewis publièrent une analyse complète de la forme et des mouvements des mitochondries dans des cellules de culture. Lewis mena des études originales sur la dynamique de certains processus cellulaires, comme sur les mouvements des mitochondries vers et depuis les centrosomes, ainsi que sur la fission mitochondriale et la fusion mitochondriale. Dans le même article, Lewis présenta ce qui fut surement la première description de la fragmentation des mitochondries à la suite d'un stress et l’autophagie.

### Embryologie
Lewis et son époux participèrent au développement et à la mise en œuvre du premier système expérimental destiné à l’observation et à la compréhension des cellules somatiques et de leur physiologie dans les organismes complexes. Ces études démontrèrent que le comportement de ces cellules autonomes a un impact significatif sur l’infection, l’immunité, la physiologie et le développement de cancer. Les Lewis pensèrent que leurs travaux pouvaient être utiles au domaine de l’embryologie, et firent part de leur opinion au président du Carnegie Institution de Washington. Ils expliquèrent que la connaissance de l’individualité des cellules était nécessaire pour comprendre comment ces cellules interagissaient et étaient incorporées dans les tissus. Cette vision leur valut une place au département d’embryologie du Carnegie Institution. Devant les nombreuses possibilités de recherche permises par le développement de la culture cellulaire, Margaret Lewis et son mari se consacrèrent à différents sujets d’étude. Margaret Lewis choisit d’étudier la microbiologie, en particulier l’observation de l’interaction entre des intestins d’embryon de poussin et la bactérie de la typhoïde dans leur milieu de culture. Grâce aux techniques précédemment développées par les Lewis, ces études montrèrent que les infections et maladies étaient des phénomènes cellulaires, car l’infection étaient observée dans un système isolé, mais que l’organisme dans son ensemble était affecté. Lors de ses études sur les cultures tissulaires, Lewis nota que les cellules choisissaient de migrer à l’opposé des échantillons de tissus et se divisaient comme des cellules individuelles, entraînant la perte de leurs propriétés caractéristiques de cellules tissulaires. Elle montra cependant que les cellules ne redevenaient pas des cellules embryonnaires comme certains scientifiques le déclaraient, mais plutôt que ces cellules perdaient leurs caractères de différentiation.

### Recherche sur le cancer
En 1951, Lewis isola un carcinome d’épiderme spontané dans un poumon de souris, qui fut connu sous le nom de carcinome pulmonaire de Lewis. Ce carcinome fut l’une des premières tumeurs à avoir été transplantée et utilisée afin de déterminer l’efficacité anticancéreuse de certains produits. Il a joué un rôle important dans de récents modèles de tumeur utilisés dans des études sur les métastases et l’angiogenèse. Certaines des recherches de Margaret Reed Lewis sur la mécanique du cancer inclurent l’infiltration myéloïde et l’atrophie induite par l’étranglement de tumeurs chez les rats,. Dans son article sur l’atrophie des tumeurs, Margaret Lewis montra que les tissues tumoraux s’inactivaient dans des enivrements sans circulation suffisante et restaient dans cet état quand ils étaient transplantés dans d’autres rats. Ce phénomène entraînait une résistance à l’implantation de tumeur viables.

### Enseignement
Entre 1901 et 1912, Lewis occupa plusieurs postes d’enseignement. Elle fut assistante en zoologie au Bryn Mawr College (1901-1902), enseignante en sciences à la Miss Chapin's School, maître de conférences en physiologie au New York Medical College pour femmes (1904-1907); maître de conférences au Barnard College (1907-1909), et professeure d'anatomie et de physiologie à l'école de formation pour infirmiers de l'hôpital Johns-Hopkins (1911-1912).

## Vie personnelle
En 1910, elle épousa Warren Harmon Lewis, qui était aussi physiologiste cellulaire. Les Lewis ont collaboré sur plusieurs projets de recherche. Même occupés à des projets différents, ils travaillaient ensemble au laboratoire et discutaient souvent de leurs résultats. Ils eurent trois enfants : Margaret Nast Lewis qui devint physicienne, Warren R. Lewis qui fut ingénieur et atomicien, et Jessica H. Lewis qui fut chercheuse et professeure associée.

## Fin de vie, héritage et mort
En tant que femme scientifique au début du XXe siècle, Margaret Reed Lewis ne put pas valoriser ces propres découvertes dans son domaine. Mais avec l’aide de son époux, elle put développer des techniques de culture tissulaire et montrer comment des cellules isolées affectaient l’organisme dans son ensemble. En 1915, Lewis rejoint le Carnegie Institution de Washington. En 1940, elle fut élue au Wistar Institute de Philadelphie, et fut membre honoraire à vie de la Tissue Culture Society. Lewis et son époux furent récompensés de la médaille d’or William Wood Gerhard par la Pathological Society de Philadelphie en 1958 pour leur contribution au domaine de la pathologie. Lewis est décédée le 20 juillet 1970, à l’âge de 88 ans.